# 가미아구이촌
가미아구이촌(上阿久比村)은 아이치현 지타군에 설치되었던 촌이다. 현재의 아구이정 북부에 해당한다.